# Distretto di San Cristóbal de Raján
Il distretto di San Cristóbal de Raján è un distretto del Perù nella provincia di Ocros (regione di Ancash) con 572 abitanti al censimento 2007 dei quali 449 urbani e 123 rurali.
È stato istituito il 15 ottobre 1954.